# Gregorio José de Omaña y Sotomayor
Gregorio José de Omaña y Sotomayor (Santiago Tianguistenco, Nueva España, Imperio Español, 16 de marzo de 1739 - Ciudad de México, Nueva España, Imperio Español, 11 de octubre de 1799) fue un catedrático y teólogo criollo que desempeñó el cargo de Obispo de Antequera, Oaxaca desde 1792 hasta su muerte, en tiempos en que este tipo de puestos eran ocupados generalmente por españoles peninsulares.
Durante su gobierno de la entonces diócesis oaxaqueña, dio el impulso definitivo al culto a Nuestra Señora de Juquila, para convertir el pueblo de Santa Catarina Juquila en uno de los principales lugares de peregrinación de católicos en el país y el de mayor arraigo en el sur del mismo.

## Biografía
De origen humilde, el obispo Omaña y Sotomayor nació el 16 de marzo de 1739 en el entonces pueblo de Santiago Tianguistenco, actualmente municipio del Estado de México. Fue enviado por sus padres a la Ciudad de México para poder educarse, logrando ser un alumno destacado en Teología y Literatura en el Seminario Conciliar. Enseñó Latín y Filosofía en la Universidad Pontificia en donde también obtuvo el grado de licenciado y doctor en Teología recibiendo el orden sacerdotal en 1764. Debido a sus logros académicos fue recomendado por el rey Carlos III para servir en la Catedral Metropolitana en diversos cargos hasta llegar a ser Arcediano de la misma al momento en que el mismo rey lo recomendó al papa Pío VI para ocupar la mitra de la diócesis de Oaxaca a fines del año de 1792.

## Obra literaria
- Elogio fúnebre de los militares de España.
- Carta pastoral instructiva y exhortaría sobre la necesidad y justicia de la guerra de 1793.
- Para alentar al clero a las oraciones y subsidios.
- Informe sobre las pinturas de la imagen de Nuestra Señora de la Luz, de los Corazones de los Cinco Señores, de la Santísima Trinidad, y sobre pintores de imágenes sagradas.[2]